# Štipina
Štipina (cyr. Штипина) – wieś w Serbii, w okręgu zajeczarskim, w gminie Knjaževac. W 2011 roku liczyła 466 mieszkańców.